# Ordinary
«Ordinary» (с англ. — «Обыкновенная») — песня американского автора-исполнителя Алекса Уоррена. Она была выпущена 7 февраля 2025 года на лейбле Atlantic Records в качестве сингла его грядущего первого студийного альбома You’ll Be Alright, Kid. Уоррен написал песню вместе с продюсером Адамом Яроном, а также Кэлом Шапиро и Мэгс Дюваль.
Песня «Ordinary» имела коммерческий успех, заняв первое место в Billboard Global 200 и в американском Billboard Hot 100. Она также возглавил чарты в 14 странах, включая Австралию, Австрию, Канаду, Данию, Исландию, Ирландию, Латвию, Люксембург, Нидерланды, Новую Зеландию, Норвегию, Южную Африку, Швейцарию и Великобританию (№ 1 в UK Singles Chart), и вошла в первую десятку чартов в Бельгии, Чехии, Германии, Польше, Португалии и Швеции. Песня четыре недели (на 24 мая 2025 года) возглавляла чарты Streaming Songs и Digital Song Sales.

## Композиция
В песне говорится о чувстве любви к человеку, «который делает жизнь необычной». Песня была отмечена как демонстрация способности Уоррена воплощать свои эмоции «в словах и мелодиях» и создала ещё один «запоминающийся припев» в процессе.

## Музыкальное видео
Музыкальное видео было выпущено вместе с песней 7 февраля 2025 года, в нём снялась жена Уоррена — Кувр Аннон. Он гонится за ней по разным местам, включая лес, пляж и пустыню, пока они наконец не догоняют друг друга. В конце оба левитируют к небу.

## Награды и номинации
| Организация            | Год  | Категория        | Результат | Ссылка |
| ---------------------- | ---- | ---------------- | --------- | ------ |
| MTV Video Music Awards | 2025 | Song of the Year | Ожидается | [ 5 ]  |
| MTV Video Music Awards | 2025 | Best Pop         | Ожидается | [ 5 ]  |

## Коммерческий успех
7 июня 2025 года спустя 16 недель нахождения в чарте сингл поднялся на первое место Billboard Hot 100 (первый чарттоппер Уоррена). Одновременно он возглавляет чарты Billboard Global 200, Global Excl. U.S., Digital Song Sales и Adult Pop Airplay.
В Великобритании песня «Ordinary» стала самой продолжительной песней номер один в британском чарте синглов UK Singles Chart всех 2020-х годов (обойдя «Bad Habits» Эда Ширана, продержавшуюся 11 недель на вершине в июле-сентябре 2021 года), а также самой продолжительной песней номер один в UK Singles Chart американского певца всех времен. Песня получила значительный прирост в стриминге, продажах и Shazams после того, как Уоррен исполнил ее в 8-м сезоне реалити-шоу Love Is Blind. Песня Уоррена «Ordinary» лидировала в британских чартах 12 недель подряд и побила ряд рекордов за этот период.

## Живые выступления
Алекс Уоррен исполнил песню вживую на фестивале Lollapalooza 2025 вместе с кантри-исполнителем Люком Комбсом. Эта версия была выпущена в качестве промосингла 4 августа 2025 года.

## Чарты
| Чарт (2025)                            | Высшая позиция |
| -------------------------------------- | -------------- |
| Австралия (ARIA)                       | 1              |
| Австрия (Ö3 Austria Top 40)            | 1              |
| Бельгия/Фландрия (Ultratop 50)         | 1              |
| Бельгия/Валлония (Ultratop 50)         | 1              |
| Канада (Canadian Hot 100)              | 1              |
| СНГ (TopHit)                           | 1              |
| Чехия (Rádio — Top 100)                | 1              |
| Чехия (Singles Digitál Top 100)        | 1              |
| Дания (Tracklisten)                    | 1              |
| Эстония (TopHit)                       | 1              |
| Финляндия (Suomen virallinen lista)    | 31             |
| Франция (SNEP)                         | 10             |
| Германия (GfK)                         | 1              |
| Мир (Billboard Global 200)             | 1              |
| Греция (International, IFPI)           | 3              |
| Венгрия (Rádiós Top 40)                | 1              |
| Венгрия (Single Top 40)                | 5              |
| Исландия (Tónlistinn)                  | 1              |
| Ирландия (IRMA)                        | 1              |
| Италия (FIMI)                          | 7              |
| Латвия (LaIPA)                         | 3              |
| Латвия (Airplay, LaIPA)                | 1              |
| Литва (AGATA)                          | 15             |
| Люксембург (Billboard)                 | 1              |
| Нидерланды (Dutch Top 40)              | 1              |
| Нидерланды (Single Top 100)            | 1              |
| Новая Зеландия (Recorded Music NZ)     | 1              |
| Норвегия (VG-lista)                    | 1              |
| Португалия (AFP)                       | 1              |
| ЮАР (Billboard)                        | 25             |
| Швеция (Sverigetopplistan)             | 2              |
| Швейцария (Schweizer Hitparade)        | 1              |
| Великобритания (OCC UK Singles)        | 1              |
| США (Billboard Hot 100)                | 1              |
| США (Digital Song Sales, Billboard)    | 1              |
| США (Billboard Adult Contemporary)     | 6              |
| США (Billboard Adult Pop Airplay)      | 1              |
| США (Billboard Dance/Mix Show Airplay) | 28             |
| США (Billboard Pop Airplay)            | 1              |

## Сертификации
| Регион                                                                      | Сертификация  | Продажи   |
| --------------------------------------------------------------------------- | ------------- | --------- |
| Австралия (ARIA)                                                            | 2× Платиновый | 140 000   |
| Австрия (IFPI Austria)                                                      | Золотой       | 15 000    |
| Канада (Music Canada)                                                       | 5× Платиновый | 400 000   |
| Дания (IFPI Danmark)                                                        | Платиновый    | 90 000    |
| Франция (SNEP)                                                              | Платиновый    | 200 000   |
| Италия (FIMI)                                                               | Золотой       | 100 000   |
| Новая Зеландия (RMNZ)                                                       | 2× Платиновый | 60 000    |
| Португалия (AFP)                                                            | 4× Платиновый | 40 000    |
| Испания (PROMUSICAE)                                                        | Золотой       | 30 000    |
| Швейцария (IFPI Switzerland)                                                | Платиновый    | 30 000    |
| Великобритания (BPI)                                                        | 2× Платиновый | 1 200 000 |
| США (RIAA)                                                                  | Платиновый    | 1 000 000 |
| Данные о продажах + прослушиваниях приведены только на основе сертификации. |               |           |